# 将軍 (小説)
『将軍』（しょうぐん、原題：Shōgun）は、ジェームズ・クラベルによる戦国時代の日本を舞台にした歴史小説（歴史フィクション）。
西暦1600年の日本を舞台に、ウィリアム・アダムス（三浦按針）をモデルとしたイングランド人航海士のジョン・ブラックソーンを主人公として、関東の大名・吉井虎長（モデルは徳川家康）が天下を取るまでの波瀾の日々を描いた物語（フィクション）である。
1975年にアメリカとイギリスで出版され大ベストセラーとなり、1990年までに世界中で1,500万部が売れた。日本語訳は下記。
なお本作の「将軍」とは、普通名詞としての軍事指揮官の意味ではなく、征夷大将軍を意味する。

## プロット

### 舞台・構成
封建時代の日本を舞台とし、物語は1600年の関ヶ原の戦いの数ヶ月前から始まる。主人公で、日本に漂着したイングランド人航海士ジョン・ブラックソーン（モデルは三浦按針ことウィリアム・アダムス）の視点を通し、やがて将軍（征夷大将軍）となる大名・吉井虎長（モデルは徳川家康）の台頭が描かれている。
プロローグ及び全6章からなり、場所としては三島、大坂、江戸、横浜が登場する。

### あらすじ
日本行きのオランダの軍艦に乗船していたイングランド人航海士ジョン・ブラックソーンは、日本とポルトガル（カトリック国）の外交を手切れにさせ、代わりにイングランド（プロテスタント国）と貿易・軍事関係を結ばせる立役者となることで、立身する野望を抱いていた。しかし、船は伊豆沖にて難破し、ブラックソーンは数名の同僚と共に浜に漂着する。ブラックソーンたちは地元の若き侍・柏木近江に捕まり、彼の伯父で領主である柏木矢部（モデルは本多正信）の取り調べを受けることになるが、通訳を担当したのはイエズス会の神父であり、彼によって海賊の濡れ衣を着せられる。開明的な近江の助言で死刑は免れ、一騒動の後、ブラックソーンは日本の統治組織や規則に従うことを誓う。
国政を担う評議会（モデルは五大老五奉行の合議制）の有力者で、天下を狙う関東の大名・吉井虎長は難破船の話を知り、信頼する大名・戸田広松（モデルは細川藤孝）を派遣して船の積荷とブラックソーンを含めた船員を手中に収める。船にはマスケット銃や大砲、さらに銀貨などがあり、虎長は天下取りの最大のライバルである石堂和成（モデルは石田三成）に優位に立つ。
以降、ブラックソーンは「按針」の日本名で呼ばれることになり、虎長が覇権を握っていく過程を目撃することになる。

## 執筆背景
ジェームズ・クラベルは、娘の教科書に載っていた、1600年に日本で武士になったイングランド人ウィリアム・アダムス（三浦按針）のことを知り、これが執筆の動機になったと述べている。
史実のアダムスは、後に征夷大将軍となる徳川家康に仕え、徳川幕府の対南蛮貿易の助言者として高い地位を得たが、本作に登場する様々な人物とのやり取りはほぼ創作である。
最初の草稿は2,300ページであったが、編集者ジャーマン・ゴロブの助言で1,700ページに削減されている。

## 評価
ニューヨーク・タイムズ紙のウェブスター・ショットは「これほど私の心を捉えた小説があっただろうか」「一度『将軍』を開けば、読むのをやめるなんてほとんど不可能だ」と述べている。
本作は1980年までにハードカバー版で14刷、ペーパーバック版で38刷に達し、600万部を超えるベストセラーとなった。さらに、西洋人の日本の歴史や文化に対する知識や関心にも大きな影響を与えた。『Learning from Shōgun: Japanese History and Western Fantasy（『将軍』に学ぶ：日本の歴史と西洋ファンタジー）』（1980年）の編集者は、アメリカの大学で日本についての講座を受講した学生の20-50％が本作を読んでいたと推定している。彼はこの本を「日本の歴史と文化の百科事典のようなものであり、その50万語のどこかに、日本について知りたいと思ったことのほとんどについて簡単な説明が見つかる」と評し、「単純に量だけで言えば、太平洋戦争以降に学者・ジャーナリスト・小説家が書いたものすべてよりも、『将軍』は日本について多くの情報を伝えたであろう」と述べている 。
『James Clavell: A Critical Companion』の著者は、本作を「異文化間の出会いを扱ったこれまでの作品の中で、それを最もうまく描いた作品のひとつ」であり、「クラベルの最高傑作」と評している。
また、クラベル自身は本作について「（『将軍』は）すべてを変えた。今の私を作ってくれた作品だ。私はハインツのベイクド・ビーンズのようなブランド名になったのだ」と述べている。
彼は中東のある産油国の統治者から、『将軍』が日本に果たしたことをわが国にも果たす小説を書いてくれれば、満載状態の石油タンカー1隻を差し上げると言われたと明かしている。

## 日本語版
- 『将軍』、宮川一郎訳、TBSブリタニカ（上中下）、1980年／改訂新版：扶桑社（全4巻）、2024年

### 日本語版の回収・交換
作中において、江戸の郊外にある被差別部落をブラックソーンが訪ねて屠殺に従事する穢多や死刑執行人と遭遇する場面がある。日本語版の下巻(旧版)では第8版までこの場面を含んでいたが、広島県の公民館職員がこの描写を部落差別の助長に当たるものとして発行元のTBSブリタニカに抗議を行った。そのため、発行元では新聞に謝罪広告を掲載し、読者に対して初版から8版までを回収し該当箇所を削除した第9版と交換するよう呼びかけた。

## 翻案

### テレビドラマ
本作は1980年にアメリカのNBCによって合計9時間のミニテレビシリーズとしてドラマ化された。リチャード・チェンバレン、三船敏郎、島田陽子、ジョン・リス＝デイヴィスが出演した。また、後に2時間に編集された劇場版も公開された。
2018年8月にアメリカのFXがリメイク版を製作すると予告し、2024年2月から放送されている。

### 舞台
1980年のテレビシリーズの後、ブロードウェイで舞台化された。

### コンピュータゲーム
Shogun(将軍)
1988年にヘクトがファミリーコンピュータで発売したシミュレーションロールプレイングゲーム。主要登場人物に小説と同じ名前を使用しているが、ストーリー上の共通点はほとんど無い。
Wizardry Proving Grounds of the Mad Overlord
1981年に発売されたこの古典的コンピュータRPGのApple II初期版には、最強の武器の一つとして"Murasama Blade"(「村正」ではなく綴りが誤っている)が登場するが、作者のロバート・ウッドヘッドによるとこれは本小説から採ったための誤りだという。"Murasama"は、虎長から切腹を命じられた矢部が、ブラックソーンに侍の魂である刀を贈る印象的なシーンに登場する。

### ボードゲーム
日本武将の戦い(Samurai)1979年にバトルライン社より、その後アバロン・ヒル社より発売された、ウォー・シミュレーションゲームだが、武将の名前の多くがこの小説の登場人物から採られている。
Shogun(別名 Samurai Swords,Ikusa)1986年にミルトン・ブラッドレー社より発売されたこのゲームは、上記"Samurai"をより洗練した形で再構築したもので、1987年のチャールズ・S・ロバーツ賞にもノミネートされたが、本小説及びそのテレビシーリーズとタイトルが競合し、かつ後述の正式なライセンスを受けたボードゲーム（"James Clavell's Shogun"）が発売されたこともあり、"Samurai Swords"と改名、さらに2011年にはハズブロ傘下となっていたアバロン・ヒルより"Ikusa"として発売された。
James Clavell's ShogunFASA社より発売されていたジェームズ・クラベルの小説を原作とするゲーム群の一つ。1988年発売。ファミリーゲームだが戦闘には戦闘結果表を用いる。
James Clavell's Shogun Card Game正式なライセンスを受けて発売されたもう一つのゲーム。1983年に、本小説のテレビ版を元に発売されたカードゲームで、カードにはテレビ版登場人物の写真がそのまま使われている。内容はポーカーと同じハンドメイドゲーム。